# Senjetak
Sènjètak (سنجیتک en persan) est un village de Bâdghîs, en Afghanistan, proche de la ville Qala-I-Naw, mais officiellement il appartient au district de Muqur.

## Géographie
Les villageois sont agriculteurs et élèvent des troupeaux de moutons et de vaches. Ce village possède une source appelée Seyah Kolab( سیه کلاب) de laquelle sourd une eau sombre, suffisante pour l'irrigation des champs et des fermes du village. Les deux côtés du village sont encadrés par des montagnes ; la route est localisée entre ces chaînes de montagnes.
Les enfants souhaitent être instruits, le Gouvernement permet que le niveau de l'éducation des enfants de ce village s'élève en y construisant une école où les garçons et les filles étudient alternativement. En plus des contributions du gouvernement, des organisations non gouvernementales et autres organisations étrangères comme Vision Mondiale ont contribué à des installations destinées à l'agriculture et aux loisirs locaux. Beaucoup de gens viennent maintenant chaque jour principalement de la ville les vendredis profiter de la vie le soir et les rendent vivants, notamment des étrangers venant pique-niquer. Les travaux effectués avec l'aide d'ONGs par les habitants ont permis la création d'un grand jardin offrant des variétés différentes de fruits qui sont localisés dans Chap Ghul(چپ غول) .